# Amaníaco
Amaníaco és una revista de còmics, sobretot d'humor que s'edita des del 1991 a Barcelona (Catalunya) i que va originar Amaníaco Ediciones. El seu director és Jordi Coll. El 2009 va guanyar el premi a la millor revista al Saló del Còmic de Barcelona.

## Trajectòria

### Primera etapa (1991-95)
Amaníaco va ser creada per un grup de dibuixants que estudiaven a l'Escola Joso de còmic com un fanzine fet en fotocòpies.

### Segona etapa (1996 - 2005)
El 1996 apareix el seu primer número realitzat en impremta i els anys 2000 i 2002 va guanyar el premi a Millor Fanzine al Saló del Còmic de Barcelona. Aquest últim any, Jan hi va començar a col·laborar amb la seva sèrie Situaciones Insólitas.

### Tercera etapa (2007 - present)
El 2007 la revista es va editar amb un nou format, una nova enquadernació i més pàgines, algunes de les quals eren en color. El 2008, Jan, quan va abandonar la seva sèrie anterior, hi va començar a publicar Días Mocosos, guionitzada per Raúl Deamo. El 2009 va guanyar el Premi a millor revista al Saló del Còmic de Barcelona i el 2010 la revista Diario de Avisos li va donar el premi a la Millor revista de l'any ens els XXXIII Premios Historieta. El 15 d'octubre d'aquest any va publicar el seu primer títol amb un tema monogràfic especial, Zombi.

## Autors
- Juan Álvarez Montalbán
- Josep Busquet
- Manel Fontdevila
- Roger Ibáñez
- Ferran Martín
- Idígoras y Pachi
- Juan López Fernández
- Jobi
- Jaume Capdevila i Herrero
- López Rubiño
- Nicolás
- Pere Mejan
- José Orcajo
- Runtime-Error
- Alfonso Tamayo

## Premis
- 2000 - Premi al Millor Fanzine al Saló del Còmic de Barcelona.
- 2002 - Premi al Millor Fanzine al Saló del Còmic de Barcelona.
- 2009 - Premi a la Millor Revista al Saló del Còmic de Barcelona.
- 2010 - Premi a la Millor revista de l'any ens els XXXIII Premios Historieta del Diario Avisos.